# Ruth Cardoso
Pour les articles homonymes, voir Cardoso.
Ruth Vilaça Correia Leite Cardoso, née le 19 septembre 1930 à Araraquara et morte le 24 juin 2008 à São Paulo, est une anthropologue brésilienne, ancienne membre de la faculté de philosophie, lettres et sciences humaines de l'université de São Paulo. En sa qualité de femme du président Fernando Henrique Cardoso, elle est Première dame du Brésil de 1995 à 2003.

## Biographie
Ruth Cardoso est diplômée d'un doctorat d'anthropologie de l'université de São Paulo. En tant que professeur et chercheuse, elle enseigne à la Facultad Latinoamericana de Ciencias Sociales (Flacso/Unesco), à l'université du Chili de Santiago, à la Maison des sciences de l'homme de Paris, à l'université de Californie à Berkeley et à l'université Columbia de New York. Elle est membre associée du Centre des études latino-américaines de l'université de Cambridge. Avec son mari, le sociologue et ancien président du Brésil, Fernando Henrique Cardoso, elle fonde puis dirige par la suite l'institut Cebrap (Centro Brasileiro de Análise e Planejamento), qui continue encore aujourd'hui d'être un site de premier ordre de recherche sociologique au Brésil.
La réputation universitaire du Dr Cardoso est principalement basée sur une série de très influents articles et livres sur les mouvements populaires et la participation politique qu'elle publie dans les années 1980 et 1990. Sous la direction du docteur Cardoso, le Cebrap crée le premier groupe de recherches brésilien sur les mouvements sociaux aidant ainsi à légitimer l'appellation formelle par les universitaires des nouveaux mouvements sociaux qui émergent dans les années 1970. Mais en même temps, elle prend soin de souligner les limites des mouvements populaires face à l'évolution politique, notant leurs divisions internes et leurs fréquentes dépendances via des relations clientélistes avec l'État ou les partis politiques.
Contrairement à d'autres universitaires, Cardoso a l'occasion de mettre en pratique ses théories après l'élection de son mari à la présidence du pays. Elle abandonne la traditionnelle approche charitable de ses prédécesseures pour des programmes de Comunidade Solidária (Communauté solidaire) qui renforcent le rôle des organisations non gouvernementales (ONG) dans les partenariats entre État et société. En plus d'exécuter des programmes sociaux concrets, la Comunidade Solidária encourage de grands débats sur d'importants sujets sociaux, de la réforme agraire au statut légal des organisations non gouvernementales, publiant dans la presse les résultats de ces discussions. Anthony Hall de la London School of Economics dit d'elle après son décès sur la chaîne BBC qu'elle était l'instrument de réussite de nombre de programmes sociaux, caractéristique du succès du programme social Bolsa Familia. Elle publie ensuite un livre sur ses expériences, Comunidade Solidaria: Fortalecendo a Sociedade, Promovendo O Desenvolvimento (Comunitas, 2002). Elle transforme la Comunidade Solidaria en une ONG, Comunitas, après la fin du mandat de son mari.
Elle meurt à São Paulo le 24 juin 2008 ; elle était sortie de l'Hôpital Sírio-Libanês la veille après y avoir été admise pour des difficultés respiratoires.

## Publications

### Livres
- Bibliografia Sobre a Juventude (avec Helena Sampaio, Edusp, 1995)
- Comunidade Solidaria: Fortalecendo a Sociedade, Promovendo O Desenvolvimento (Comunitas, 2002)

### Articles et travaux divers
- Movimentos Sociais Urbanos: Balanço Crítico. In Sociedade e Política no Brasil Pós-64, ed. B. Sorj and M.H. Tavares de Almeida. São Paulo: Brasiliense, 1983.
- Os Movimentos Sociais na América Latina. Revista Brasileira de Ciências Sociais 2(5): 27-37, 1987.
- As Mulheres e a Democracia. Revista de Ciências Sociais 1(2): 287-304, 1987.
- Os Movimentos Populares no Contexto da Consolidação da Democracia. In A Democracia no Brasil: Dilemas e Perspectivas, ed. F.W. Reis and G. O’Donnell. São Paulo: Vértice, 1988.
- Isso É Política? Dilemas da Participação Popular entre o Moderno e o Pós-Moderno. Novos Estudos do CEBRAP 20: 74-80, 1988.
- Participação Política e Democracia. Novos Estudos CEBRAP 26: 15-24, 1990.
- Popular Movements in the Context of the Consolidation of Democracy in Brazil. In The Making of Social Movements in Latin America: Identity, Strategy, and Democracy, ed. A. Escobar and S.E. Alvarez. Boulder: Westview, 1992.
- Fortalecimento da Sociedade Civil. In 3º Setor: Desenvolvimento Social Sustentado, Evelyn Berg. Rio de Janeiro: Gife and Paz e Terra, 1997

## Distinctions
- Grand-croix de l'ordre de l'Infant Dom Henri